# Hussein Al-Sadiq
Hussein Al-Sadiq (15 de outubro de 1973) é um ex-futebolista profissional saudita, guarda-redes, aposentado, com duas presenças em Copa do Mundo.

## Carreira
Hussein Al-Sadiq fez parte do elenco da Seleção Saudita de Futebol da Copa do Mundo de 1994.[carece de fontes?] Ele fez parte do elenco da Seleção Saudita de Futebol nas Olimpíadas de 1996.

## Títulos
Arábia Saudita
- Copa da Ásia: 1996